# Shade: Joc d'assassins
Shade: Joc d'assassins  (títol original: Shade) és una pel·lícula estatunidenca escrita i dirigida per Damian Nieman l'any 2003. Posa en escena un grup de tres estafadors de Los Angeles disposats a tot per fer fortuna jugant al pòquer. Ha estat doblada al català.

## Argument
A l'univers dels clubs de pòquer de Los Angeles, el joc desencadena passions.
Vernon és un dels millors a la partida. Solitari, rei del trucatge de cartes, sap que el fet de guanyar no depèn tant de la casualitat que es diu.
Miller i la superba Tiffany no són debutants, no... Aquests tres jugadors van a associar-se per plomar el mestre, The Dean. Ningú no ho ha aconseguit sobre una catifa verda.

## Repartiment
- Sylvester Stallone: Dean "The Dean" Stevens
- Thandie Newton: Tiffany
- Gabriel Byrne: Charles Miller
- Stuart Townsend: Vernon
- Melanie Griffith: Eve
- Roger Guenveur Smith: Marlo
- Jamie Foxx: Larry Jennings
- Bo Hopkins: Scarne
- Patrick Bauchau: Malini
- Hal Holbrook: Professor
- Mark Boone Junyr: Leipzig

## Crítica
- "Fallida en tots nivells que puguin concebre's, des dels seus diàlegs tòpics i pedestres, al seu torturant i estàtic ritme"[3]